# The Last Command (1928)
The Last Command is een Amerikaanse avonturenfilm uit 1928 onder regie van Josef von Sternberg. Destijds werd de film in Nederland uitgebracht onder de titel Het laatste commando.

## Verhaal
De Russische grootvorst Sergius Alexander moet het lot bepalen van een revolutionair acteur en actrice. Hij stuurt de acteur naar de gevangenis, maar de actrice wordt zijn maîtresse. Eerst haat zij de grootvorst, maar gaandeweg krijgt ze meer sympathie voor hem. Bij het begin van de Russische Revolutie helpt ze hem te ontsnappen aan de bolsjewieken.

## Rolverdeling
| Acteur             | Personage                    |
| ------------------ | ---------------------------- |
| Emil Jannings      | Grootvorst Sergius Alexander |
| Evelyn Brent       | Natalie Dabrova              |
| William Powell     | Lev Andreyev                 |
| Jack Raymond       | Regieassistent               |
| Nicholas Soussanin | Adjudant                     |
| Michael Visaroff   | Serge                        |
| Fritz Feld         | Revolutionair                |

## Prijzen
| Jaar | Prijs  | Categorie    | Genomineerde(n) | Uitslag  |
| ---- | ------ | ------------ | --------------- | -------- |
| 1928 | Oscars | Beste Acteur | Emil Jannings   | Gewonnen |